# Hôtel de Ligny
El Hôtel de Ligny, también conocido como Hôtel d'Adjacet, es una antigua mansión privada demolida en 1939 que estaba ubicada en el 4 distrito de París .

## Historia
Esta contiguo al Hotel de Noirat, cuya fachada da a50 rue Vieille-du-Temple y en el lugar 4 rue des Hospitalières Saint-Gervais, fue construido hacia 1608 por Jean de Ligny, señor de Rentilly, consejero y secretario del rey. Fue adquirido en 1821 por Claude Polissard y el Hôtel de Noirat contiguo en 1824 por su viuda, quien hizo unir los patios de los dos hoteles por un pasaje a través de las 2 alas contiguas en la parte trasera del patio y construir edificios para el uso. de tiendas al borde de los antiguos jardines 5 rue des Hospitalières-Saint-Gervais. El conjunto fue adquirido a finales del XIX XIX. siglo por una compañía de seguros que hizo demoler los dos hoteles en 1939 para una transacción inmobiliaria.

## Descripción
Se abre a través de una entrada de carruajes en Rue des Francs-Bourgeois hacia un patio poco profundo rodeado por 3 edificios principales, uno al final contiguo al Hôtel de Noirat y dos alas, la de la derecha en ángulo con Rue Vieille -du- Templo (número 52) con comercios en la planta baja, el de la izquierda rematado por un alto tejado apuntado cubierto de pizarras. El jardín que se extiende a la izquierda fue reducido por la apertura de la rue des Hospitalières-Saint-Gervais en 1817 y luego reemplazado por edificios de Madame Polissard.

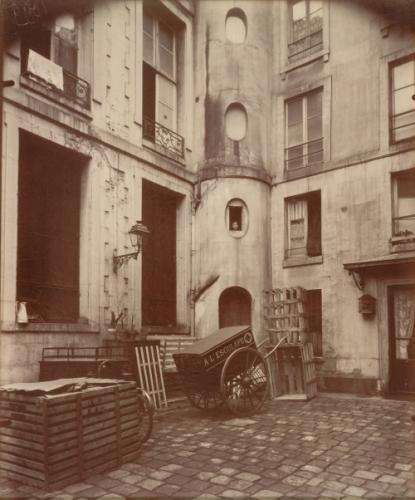
Tribunal.
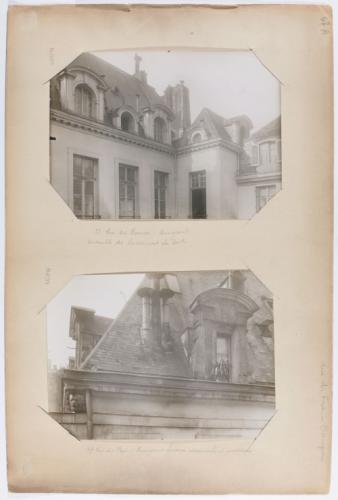
Detalles.